# 李德芻
李德芻（?—?），邯鄲（今屬河北）人。
李淑之子。官光祿寺丞，長於地理學，著有《元豐郡縣志》三十卷、《邯鄲再集書目》三十卷。又與王存、曾肇共同編修《元豐九域志》。